# Diocese de Edmundston
A Diocese de Edmundston (Dioecesis Edmundstonensis) é uma diocese localizada na cidade de Edmundston na província de Novo Brunswick, pertencente a Arquidiocese de Moncton no Canadá. Foi fundada em 1944 pelo Papa Pio XII. Com uma população católica de 43.404 habitantes, sendo 96,8% da população total, possui 32 paróquias com dados de 2018.

## História
Em 16 de dezembro de 1944 o Papa Pio XII cria a Diocese de Edmundston a partir da  Diocese de Bathurst.

## Lista de bispos
A seguir uma lista de bispos desde a criação da diocese em 1944.
|                      | Nome                       | Período              | Notas                               |
| Bispos de Edmundston | Bispos de Edmundston       | Bispos de Edmundston | Bispos de Edmundston                |
| -------------------- | -------------------------- | -------------------- | ----------------------------------- |
| 6º                   | Claude Champagne, O.M.I.   | 2009 -               |                                     |
| 5º                   | François Thibodeau, C.I.M. | 1993 - 2009          | Nomeado bispo emérito dessa diocese |
| 4º                   | Gérard Dionne              | 1983 - 1993          |                                     |
| 3º                   | Fernand Lacroix, C.I.M.    | 1970 - 1983          |                                     |
| 2º                   | Joseph-Roméo Gagnon        | 1949 - 1970          | Faleceu no cargo                    |
| 1º                   | Marie-Antoine Roy, O.F.M.  | 1945 - 1948          | Faleceu no cargo                    |